# Le Roi Scorpion : Le Livre des âmes
Série Le Roi Scorpion
Le Roi Scorpion 4 : La Quête du pouvoir
(2015)
Pour plus de détails, voir Fiche technique et Distribution.
Le Roi Scorpion : Le Livre des âmes (The Scorpion King: Book of Souls) est un film américain réalisé par Don Michael Paul, sorti directement en vidéo en 2018. Il s'agit du cinquième épisode de la série de films Le Roi scorpion.

## Synopsis
Dans l’Égypte ancienne, le sanguinaire seigneur de guerre, Nebserek, découvre une épée magique qui permet à celui qui la manie, d'obtenir le pouvoir d’absorber la force de chaque âme tuée par l'arme. Déterminé à arrêter Nebserek, Mathayus, le Roi Scorpion, s’allie à la princesse nubienne Tala, à Amina, une mystérieuse femme possédant des pouvoirs magiques, et à son gardien, Golem, pour trouver la seule chose qui peut vaincre Nebserek : le Livre des Âmes.

## Fiche technique
Sauf indication contraire, les informations mentionnées dans cette section peuvent être confirmées par la base de données cinématographiques IMDb,  présente dans la section « Liens externes ».
- Titre original : The Scorpion King: Book of Souls
- Titre français et québécois : Le Roi Scorpion : Le Livre des âmes
- Réalisation : Don Michael Paul
- Scénario : David Alton Hedges et Frank DeJohn
- Musique : Frederik Wiedmann
- Direction artistique : Garlin January et Andrew Orlando
- Décors : Shane Bunce et Michele Barfoot
- Costumes : Neil McClean
- Photographie : Hein de Vos
- Son : Conrad Kuhne, Jonathan Miller
- Montage : Vanick Moradian
- Production : Mike Elliott

Production exécutive : Greig Buckle
Coproduction : Genevieve Hofmeyr, Greg Holstein et Marvin Saven
Production déléguée : Sean Daniel, James Jacks, Stephen Sommers et Kevin Misher
- Sociétés de production[2] : Universal 1440 Entertainment
- Société de distribution[2] : Universal Pictures Home Entertainment (UPHE) et Universal Pictures
- Budget : n/a
- Pays d'origine :  États-Unis
- Langue originale : anglais
- Format[3] : couleur
- Genre : action, aventure et fantasy
- Durée : 102 minutes
- Dates de sortie[4] (sortie directement en vidéo) :
  - États-Unis : 23 octobre 2018 (DVD)
  - Canada : 23 octobre 2018 (DVD / Blu-ray)
  - France : 14 novembre 2018 (DVD)
- Classification[5] :
  -  États-Unis : Accord parental recommandé, film déconseillé aux moins de 13 ans (PG-13 - Parents Strongly Cautioned)[Note 1].
  -  France : Tous publics [6].

## Distribution
- Zach McGowan (VF : Boris Rehlinger) : Mathayus, le Roi Scorpion
- Nathan Jones (VF : Gilles Morvan) : Enkidu
- Peter Mensah (VF : Thierry Desroses) : Nebserek
- Pearl Thusi (VF : Marie Tirmont) : Tala
- Mayling Ng (VF : Géraldine Asselin) : Khensa
- Katy Saunders (VF : Geneviève Doang) : Amina
- Howard Charles : Uruk
- Tamer Burjaq : le roi Memtep

## Version française
- Société de doublage : Libra Films
- Direction artistique : Karl-Line Heller
- Adaptation des dialogues : Sandra Dumontier